# Герб Петропавлівки (Щастинський район)
Герб Петропавлівки — офіційний символ селища Петропавлівки Станично-Луганського району Луганської області.
Герб було затверджено рішенням селищної ради.

## Опис
Герб являє собою геральдичний щит, розділений срібним вилоподібним хрестом на верхнє червоне поле та бокові зелені поля. У верхньому червоному полі золоте листя караяча (чорноклена або татарського клена). У правому зеленому полі золотий ключ кільцем угору. У лівому зеленому полі золотий меч руків’ям угору. 